# Manifest de Lunghezza
El manifest de Lunghezza (nom en origen: Universis praesens instrumentum publicum inspecturis) és un document amb data del 10 de maig de 1297, amb el qual els adversaris del papa Bonifaci VIII, al cap dels cardenals Jacobo i Pietro Colonna, pertanyents a la gran família romana dels Colonna, recolzats per Jacopone da Todi i d'alguns franciscans espirituals, van declarar invàlida l'abdicació del seu predecessor, Celestí V i, per tant, invàlida l'elecció de Bonifaci.

## Context històric
Benedicto Gaetani, futur Bonifaci VIII, ja de cardenal, s'havia empenyorat per estendre les propietats de la seva família. Escollit pontífex va començar a distribuir favors entre ells sense mesura alguna. Raó per la qual, la família Colonna es va sentir en desavantatge i es van llançar a l'ofensiva aliant-se amb els enemics del papa, els gibel·lins i els aragonesos.

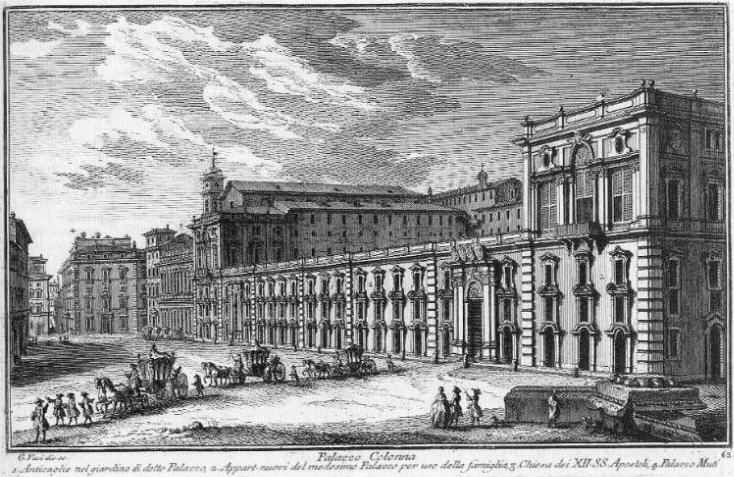
Una representació de l'any 1748 del Palau de Lunghezza a Roma, de la família Colonna

La crisi es va endurir quan Esteva Colonna, germà del cardenal Pere, es va apoderar d'una caravana de vuitanta mules que transportaven els tresors del papa. Bonifaci va culpar els cardenals d'aquesta família, obligant-los a disculpar-se en la seva presència. Encara que el tresor papal va ser recuperat el pontífex va prosseguir amb les acusacions en contra de Jacobo i Pietro.
El 10 de maig de 1297, els dos cardenals Jacobo i Pietro Colonna, reunits al castell de Lunghezza (Roma) amb cinc clergues, capellans de la família, i amb tres franciscans espirituals, entre ells Jacopone da Todi, llançaven al món el memorial Universis praesens instrumentum publicum inspecturis, que ha passat a la història amb el nom del Manifest de Lunghezza.

## Contingut del document
Al document, els signants feien saber que Benedicto Gaetani no era legítim papa, atès que la renúncia del seu antecessor, Celestí V, havia estat invàlida i anticanònica, i això intenten verificar amb tretze arguments; en conseqüència, havia de convocar-se un concili general a fi que es demostri la veritat pel bé de l'Església.
Al costat de les acusacions, els autors del manifest, van dictaminar que tot procés fet per Bonifaci era invàlid i van invitar a una desobediència general cap al «papa intrús».

## Conseqüències

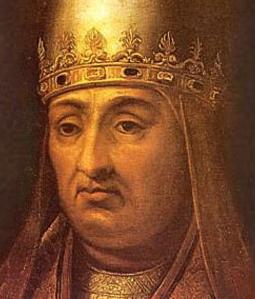
Papa Bonifaci VIII

La reacció de Bonifaci no va fer esperar, amb violència els dos cardenals van ser destituïts pel mig de la butlla In escelso throno, que ressaltava el menyspreu que la família Colonna sentia cap al seu proïsme i cap respecte cap al sobirà pontífex. Es va obrir aleshores una lluita oberta entre la família Colonna i el papa.
El 23 de maig de 1297 el papa va promulgar una altra butlla contra la família Colonna, la Lapis abscissus, on excomunicava a gran part de la família i els declarava com a cismàtics. El document nomenava expressament els cardenals Jacobo i Pietro, i als germans d'aquests: Agapit, Esteve, Sciarra, Joan i Otó.
El 15 de juny, a través d'un nou manifest, els dos cardenals van reaccionar a les butlles pontifícies, protestant contra l'injust comportament del papa i van iniciar a preparar les seves forces per a la defensa. Tant repetir la invalideu del pontificat de Bonifaci, podia causar un cisma a l'Església, per aquesta raó els altres cardenals de l'Església Catòlica van donar el seu suport a Bonifaci, encara que a molts d'ells no els agradés la seva conducta.
Bonifaci VIII, el 18 de novembre, en va declarar una croada en contra dels rebels Colonna, promulgant les mateixes indulgències que s'acostumaven a donar als qui participaven en la guerra contra els infidels. La lluita va acabar amb la derrota dels Colonna, el castell dels quals a Palestrina va ser pràcticament destruït, d'altres béns confiscats i repartits entre les famílies Gaetani i Orsini. Els supervivents van cercar refugi a França, sota la protecció del rei [Felip el Formós. Els tres frares franciscans també van ser excomunicats i Jacopone da Todi, confinat a una cel·la en un dels convents del seu Orde a Todi.